# COVID-19-Pandemie in Grönland
Die COVID-19-Pandemie tritt in Grönland seit März 2020 als Teil der weltweiten COVID-19-Pandemie auf. Ursache der Erkrankung ist der Erreger SARS-CoV-2. Der erste Fall wurde am 16. März 2020 bekanntgegeben. Seitdem wurden immer wieder vereinzelte Infektionsfälle bekannt, die alle in Zusammenhang standen mit Personen, die unmittelbar vorher nach Grönland eingereist waren. Erst ab Mai 2021 kam es zu mehreren kleinen Ausbrüchen. Ab Juli 2021 stieg die Zahl an Infizierten stärker an und erreichte im Januar 2022 ihren Höhepunkt, der zum Erreichen der Herdenimmunität führte. Kurz daraufhin wurden die Maßnahmen zurückgefahren und die Pandemie ebbte im Frühjahr 2022 ab. Im November 2021 kam es erstmals zu einem Todesfall. Insgesamt starben 21 Personen mit einer Coronainfektion.

## Verlauf und Maßnahmen

### März bis Mai 2020
Der erste positiv getestete Fall eines Grönländers war am 8. März die Skiläuferin Nuunu Chemnitz Berthelsen, die in Italien untersucht wurde und sich dort in Quarantäne befand. Die Flugverbindung mit Island – außer der Verbindung nach Dänemark die einzige, die von Grönland ins Ausland führt – wurde im Einklang mit der Schließung dänischer Grenzen zunächst am 13. März begrenzt und dann eingestellt.
Am 16. März wurde eine Person aus Nuuk positiv getestet, was den ersten Infektionsfall in Grönland darstellte. Sie hatte sich zuvor in einem Risikogebiet aufgehalten und sich seitdem in Quarantäne befunden, sodass die Behörden von der Möglichkeit einer Übertragung nicht ausgingen. Am 17. März gab Regierungschef Kim Kielsen bekannt, dass die Schulen geschlossen werden und der Flugverkehr komplett ausgesetzt wird. Am selben Tag gab die Disko Line bekannt, den Schiffsverkehr ebenfalls einzustellen. Am 18. März wurde eine zweite Person in Nuuk positiv getestet, die sich zuvor nicht in Isolation befunden hatte und somit andere Personen anstecken konnte. Daraufhin wurde auch das Anfahren anderer Orte von Nuuk aus mit Privatfahrzeugen verboten, womit die ganze Stadt unter Quarantäne gestellt wurde. Darüber hinaus wurden alle Geschäfte und Institutionen geschlossen mit Ausnahme von Lebensmittelläden. Am 22. März wurden zwei weitere Personen in Nuuk positiv getestet, womit sich die Gesamtzahl auf vier verdoppelte. Wegen der Einstellung des Flugverkehrs ab dem 21. März musste der normalerweise in Dänemark vorgenommene Druck der landesweiten Zeitungen Sermitsiaq und Atuagagdliutit kurzzeitig eingestellt werden. Beide erschienen stattdessen im DIN-A4-Format in Nuuk gedruckt nur noch innerhalb der Hauptstadt. Die anderen Abonnenten konnten die Zeitung nur noch digital erwerben.
Nachdem am 18. März die Frühjahrssitzung des Inatsisartut, die am 17. April beginnen sollte, von Parlamentspräsidentin Vivian Motzfeldt ausgesetzt worden war, ließ Regierungschef Kim Kielsen am 25. März eine außerordentliche Sitzung einberufen. Für die Beschlussfähigkeit musste mehr als die Hälfte der Abgeordneten anwesend sein, allerdings befanden sich zur Zeit der Einberufung keine 16 Parlamentsmitglieder im abgeschotteten Nuuk. Die Sitzung fand am 1. April statt und die Beschlussfähigkeit wurde mit drei Stellvertretern gesichert. Da sich nur zehn Personen in einem Raum aufhalten dürfen, mussten Abstimmungen in zwei Gruppen vorgenommen werden. Um die Gefahr von häuslicher Gewalt und Infektionen infolge unachtsamen Verhaltens zu mindern, wurde am 28. März ein Alkoholverbot in Nuuk, Kapisillit und Qeqertarsuatsiaat erlassen.
Am 4. April wurde der elfte und vorerst letzte Infektionsfall vermeldet. Am 7. April gab Kim Kielsen bekannt, dass die Schulen außerhalb Nuuks nach Ostern wieder geöffnet werden sollen, während der Inlandsverkehr bis voraussichtlich 30. April eingestellt bleiben sollte. Am 8. April gab Landesarzt Henrik L. Hansen bekannt, dass alle infizierten Grönländer genesen sind, womit Grönland zu diesem Zeitpunkt das einzige Land der Welt mit beendeter Epidemie wurde. Am 15. April wurde das Alkoholverbot aufgehoben. Am 16. April wurde die 1000. Person in Grönland getestet. Am selben Tag wurde bekannt, dass erstmals eine grönländischstämmige Person, ein 36-jähriger Urenkel von Augo Lynge, der in Dänemark als Pflegeassistent gearbeitet hatte, am Coronavirus verstorben ist. Am 4. Mai wurde der Linienflugverkehr nach Dänemark in beschränktem Umfang wieder aufgenommen, während die Einreise weiterhin nur mit Genehmigung erfolgen durfte.

### Mai bis Dezember 2020
Am 24. und 27. Mai wurden eingereiste Personen in Aasiaat und Ilulissat positiv getestet, was die ersten Infektionsfälle in Grönland nach anderthalb Monaten darstellte sowie die ersten außerhalb Nuuks. Am 4. Juni wurde Grönland erneut für fallfrei erklärt. Ab dem 15. Juni wurde der Flugverkehr zwischen Dänemark und Grönland wieder normalisiert.
Ein weiterer Fall wurde am 24. Juli gemeldet, als eine Person auf einem Schiff vor Nanortalik positiv getestet wurde. Bei dem Schiff handelte es sich um die Privatjacht Hetairos des deutschen Milliardärs Otto Happel. Der Fall erregte erhebliche Aufmerksamkeit, da sowohl die infizierte Person als auch der Rest der Besatzung sich nicht an die Quarantäneregeln gehalten hatten und sich frei durch Nanortalik bewegt hatten.
Wegen der Maßnahme, dass an Veranstaltungen keine Personen aus einer anderen Kommune teilnehmen dürfen, musste die Grönländische Fußballmeisterschaft 2020 am 29. Juli abgesagt werden. Zahlreiche Kultur- und Arbeitsinstitutionen sowie die Opposition kritisierten im Zusammenhang damit verstärkt die mangelhafte Kommunikationsbereitschaft der Regierung, was letztlich Mitte August in einer Rücktrittsforderung mündete. Der Parteitag der Siumut auf dem Kim Kielsen den Parteivorsitz verteidigen wollte wurde erst von Anfang Juli auf den 4. bis 6. September verschoben und dann Mitte August abgesagt. Zuvor hatte es starke Kritik am Parteitag gegeben, da die 60 Teilnehmer aus dem gesamten Land hätten anreisen müssen, was mit den von der Partei selbst verhängten Coronarestriktionen in Konflikt stand.
Unter dem Eindruck steigender Infektionszahlen in Dänemark und Island galt seit dem 30. September 2020 wieder eine fünftägige Quarantäne nach der Einreise mit verpflichtendem PCR-Test nach diesen fünf Tagen. Im Oktober und den folgenden Monaten traten weitere vereinzelte Fälle unter eingereisten Personen auf. Weil eine dieser Personen die Quarantäneregelung nicht eingehalten hatte und ein Familienmitglied Kontakt mit dem Finanzausschuss des Inatsisartut hatte, wurde der Ausschuss auch in Quarantäne genommen, woraufhin der Sitzungstag am 22. Oktober abgesagt werden musste, weil ohne den Finanzausschuss die Beschlussfähigkeit nicht mehr gegeben wäre. Am 22. Oktober wurde die 10.000. Person in Grönland getestet. Am 9. November wurde die Flugverbindung zwischen Island und Grönland wieder geschlossen.

### Januar 2021 bis Juni 2021
Vom 1. bis zum 12. Januar 2021 wurde auch der Flugverkehr zwischen Grönland und Dänemark erneut eingestellt. Das Einreiseverbot wurde anschließend bis Ende Februar verlängert, um die Einschleppung der Virusmutation Alpha aus England zu verhindern. Dafür wurde am 8. Januar eine Rückholaktion für die etwa 1000 Grönländer in Dänemark mit grönländischem Wohnsitz begonnen.
Am 4. Januar 2021 wurde mit der 79-jährigen Sofie Hegelund die erste grönländische Person geimpft. Aus logistischen Gründen können wegen der notwendigen Kühlung des Impfstoffs in Grönland anfangs nur Impfungen in Nuuk und Ilulissat durchgeführt werden. In den folgenden Wochen und Monaten ab Mitte Januar wurde die Impfkampagne für den Rest Grönlands durchgeführt, begonnen mit den größeren Städten und schließlich auch den Dörfern. Mitte Mai wurde erstmals in Ostgrönland und Nordwestgrönland geimpft und anschließend systematisch auch in den kleineren Städten und Dörfern in Westgrönland. Bis August sollte der ganzen Bevölkerung ein Impfangebot gemacht werden.
Ab dem 3. Mai 2021 war die Einreise aus Dänemark wieder ohne Genehmigung erlaubt, während die Flugverbindung nach Island geschlossen blieb. Am 8. Mai wurden auch die Restriktionen für Versammlungen aufgehoben.
Im Mai 2021 kam es zu einem kleineren Ausbruch auf der Thule Air Base (Pituffik), als Infektionsfälle aus den Vereinigten Staaten bzw. Dänemark eingeschleppt worden waren und sich innerhalb der Militärbasis verbreitet hatten. Daraufhin wurde Pituffik bis zum 1. Juni isoliert. Bei einem weiteren Ausbruch in Nuuk mit unbekannten Ansteckungsketten Ende Mai wurde vom 28. bis zum 31. Mai ein Lockdown in der Stadt verhängt. Zudem wurde eine infizierte Person in Ilulissat gefunden, die gerade aus Nuuk eingereist war. Daraufhin wurden erneut alle Flugverbindungen gestrichen. Am 11. Juni und am 16. Juni mussten erstmals zwei infizierte Personen ins Krankenhaus eingeliefert werden. Nachdem keine weiteren Fälle festgestellt werden konnten, wurde das Ausreiseverbot für Nuuk am 22. Juni aufgehoben.

### Juli 2021 bis Januar 2022
Nach vermehrten Infektionsfällen über das Land verteilt wurden am 13. Juli wieder eine Mundschutzpflicht und ein Versammlungsverbot eingeführt. Am 15. Juli wurde ein Ausreiseverbot für Qaqortoq und Sisimiut verhängt. Am 18. Juli wurden mehrere neue Fälle in Nuuk festgestellt und konstatiert, dass nicht mehr zu sagen ist, wo die Personen sich infiziert haben. Tags darauf wurde landesweit ein Reiseverbot für Ungeimpfte verhängt. Am 20. Juli wurde die Grönländische Fußballmeisterschaft zum zweiten Mal in Folge abgesagt. Zudem sagte Königin Margrethe II. ihren Grönlandbesuch auf Wunsch der Regierung ab. Ende Juli wurden mehrere Fälle in Upernavik und Tasiusaq gefunden, womit Tasiusaq das erste Dorf mit einem Coronaausbruch wurde (von den Flughafendörfern abgesehen). Am 31. Juli wurde in Grönland der Coronapass eingeführt, um sich in öffentlichen Räumen und Veranstaltungen aufhalten zu dürfen, während die Mundschutzpflicht größtenteils wieder aufgehoben wurde. Ab dem 10. August durften nur noch geimpfte Personen nach Grönland einreisen, sofern sie dort keinen Wohnsitz haben.
In den folgenden Monaten stieg die Zahl der Infizierten stark an, wobei sich die Ausbrüche über mehrere grönländische Städte verteilten. Am 20. Oktober wurde mit Booster-Impfungen begonnen. Am 12. November wurde in Nuuk wieder Mundschutzpflicht und ein Versammlungsverbot für mehr als 20 Personen eingeführt. Am 20. November 2021 starb ein älterer Mann im Krankenhaus in Upernavik an Corona, was den ersten Corona-Todesfall in Grönland darstellte. Für Nuuk und Upernavik wurde zudem die Beschränkungen verschärft, sodass ungeimpfte Personen – auch Kinder, die sich nicht impfen lassen können – keinen Zugang zu Restaurants, öffentlichen Veranstaltungen etc. mehr haben und zudem die Stadt nicht mehr verlassen dürfen. Aufgrund der hohen Zahlen an Infizierten hörte man auf zu versuchen, alle Infizierten zu testen. Die Epidemie in Upernavik klang Anfang Dezember ab, als man davon ausging, dass Herdenimmunität erreicht worden war. Die bisher nur für Nuuk, Upernavik und Qasigiannguit geltenden Maßnahmen wurden ab dem 6. Dezember auf ganz Grönland ausgeweitet. Im Januar wurden diese Regelungen wieder teilweise aufgehoben, indem sie nur dort galten, wo auch Fälle auftraten. Die hohen Infektionszahlen sorgten für Probleme durch erkranktes Flugzeugpersonal, sodass der Ticketverkauf vorübergehend eingestellt werden musste. Auch Regierungschef Múte B. Egede wurde infiziert. Die Zahlen stiegen auf bis zu über 500 Infektionsfälle pro Tag, was jeweils etwa 1 % der Bevölkerung entsprach, während es zu vereinzelten Todesfällen kam. Kurz darauf wurde beschlossen, das allgemeine Testsystem zu beenden und nur noch Krankenhauspatienten und Personen, die eine Auslandsflugreise antreten wollten, zu testen. Für Ilulissat wurde Ende Januar das Erreichen der Herdenimmunität vermeldet.

### Ab Februar 2022
Zugleich kamen auch Stimmen auf, die wegen der geringeren Schwere der Variante Omikron eine Beendung der Maßnahmen forderten, wie es zeitgleich in Dänemark geschah, aber wegen des Mangels an gesundem medizinischem Personal, wurde dies vorerst abgelehnt. Dennoch wurde am 3. Februar der Coronapass abgeschafft. Am 10. Februar wurde auch die Maskenpflicht beendet. Am 23. Februar wurde bekannt gegeben, das Anlegeverbot für Kreuzfahrtschiffe, einer der bedeutendsten grönländischen Einnahmequellen, aufzuheben. Im ganzen Land nahmen die Infektionszahlen im Laufe des Spätwinters ab. Am 14. März gab es erstmals wieder keine coronainfizierten Krankenhauspatienten. Im Zuge dessen wurde beispielsweise das Testzentrum in Nuuk zum 31. März 2022 geschlossen. Die Infektionszahlen gingen während des Frühjahrs noch weiter zurück, sodass das Landesarztamt durch die hohe Herdenimmunität vorerst mit keinen weiteren Ausbrüchen in Grönland mehr rechnete. Am 18. Mai 2022 wurde die letzte Coronamaßnahme, die Impf- bzw. Testpflicht für Einreisende aufgehoben. Im Juni 2022 wurde Corona von der Liste der gesellschaftskritischen Krankheiten gestrichen. In der zweiten Jahreshälfte wurde eine vierte Coronaimpfung für den älteren Bevölkerungsteil angeboten, die jedoch von weniger als der Hälfte angenommen wurde.

## Verlauf als Grafik

Bestätigte Infizierte in Grönland nach Daten der WHO. Oben kumuliert, unten Tageswerte

Bestätigte Tote in Grönland nach Daten der WHO. Oben kumuliert, unten Tageswerte